# Кузовков, Иван Александрович
Иван Александрович Кузовков (24 мая [6 июня] 1903, слобода Станичная (ныне в черте г. Борисоглебск), Тамбовская губерния — 17 августа 1989, Москва) — советский военачальник, генерал-полковник. Герой Советского Союза.

## Биография
Иван Александрович Кузовков родился 24 мая (6 июня) 1903 года в слободе Станичная (ныне в черте города Борисоглебск Воронежской области) в семье служащего. Отец — Кузовков Александр Иванович, 1-й нештатный переписчик Борисоглебской дистанции Юго-Восточной железной дороги, мать — Елена Яковлевна Кузовкова, урождённая Митрофанова.
Окончил железнодорожное училище.
В августе 1923 года Иван Кузовков был призван в ряды Красной Армии и до сентября 1924 года служил красноармейцем в 49-м кавалерийском полку и в сапёрном батальоне 9-й кавалерийской дивизии Украинского военного округа, дислоцировавшейся в городе Гайсин (ныне Винницкая область). Затем направлен на учёбу, в чём ему помог командир 2-го кавалерийского корпуса Г. И. Котовский.
С окончанием в 1927 году Объединённой военной Кремлёвской школы имени ВЦИК в Москве Кузовков был направлен во внутренние войска ОГПУ СССР служил в 9-м отдельном Сибирском полку войск ОГПУ (Новосибирск) в качестве командира взвода, помощника командира кавалерийского дивизиона и командира стрелкового, пулемётного и сабельного дивизионов. В ноябре 1933 года вновь направлен на учёбу.
После окончания курсов усовершенствования командного состава при Высшей пограничной школе НКВД в 1935 году с июня того же года оставлен в этой школе (вскоре при введении в РККА персональных воинских званий И. А. Кузовкову было присвоено воинское звание капитан). Служил в ней преподавателем и старшим преподавателем кафедры военных дисциплин, с октября 1938 руководителем тактики курсов младших лейтенантов, с февраля 1939 старшим преподавателем и начальником кафедры военных дисциплин, с мая 1941 заместителем начальника Высшей пограничной школы по учебной части и в мае-июле 1941 года временно исполнял должность начальника школы. В 1939 году Кузовков заочно закончил Военную академию РККА имени М. В. Фрунзе.

## Великая Отечественная война
В середине июля 1941 года полковник Кузовков был направлен на фронт Великой Отечественной войны. 16 июля 1941 года получил назначение на должность начальника штаба 32-й армии Можайской линии обороны и Резервного фронта, армия в то время готовила тыловой оборонительный рубеж. 28 сентября отозван в распоряжение начальника штаба Резервного фронта, с началом немецкого генерального наступления на Москву выполнял поручения на различных участках фронта. В середине октября 1941 года был переведён на должность начальника штаба 126-й и 149-й стрелковых дивизий Западного фронта. 
С 5 ноября 1941 был старшим помощником начальника Западного фронта, а с 8 февраля 1942 года — заместителем начальника оперативного отдела штаба Западного направления. Прошёл через всю Московскую битву. Многократно по приказу командующего фронтов Г. К. Жукова выезжал в войска для организации на месте эффективных боевых действий. 
С мая 1942 года служил начальником оперативного отдела и заместителем начальника штаба 50-й армии Западного фронта, в мае 1942 года стал заместителем начальника штаба армии по ВПУ. Армия в период 1942 года обороняла рубеж юго-западнее Юхнова.
В январе 1943 года Кузовков был назначен на должность командира 69-й стрелковой дивизии в 50-й и 65-й армиях Западного фронта. В этой должности принимал участие в Севской наступательной операции, в Курской битве и в Черниговско-Припятской наступательной операции. В марте 1943 года был ранен. В августе 1943 года дивизия после длительной подготовки овладела Севском при поддержке других частей и соединений 65-й армии.
Командир 69-й стрелковой дивизии (18-й стрелковый корпус, 65-я армия, Центральный фронт) генерал-майор И. А. Кузовков отлично руководил действиями дивизии во время битвы за Днепр и проявил при этом исключительное мужество. Иван Кузовков отвлёк противника организацией ложной переправы. В ночь на 15 ноября 1943 года передовые части дивизии переправилась на правый берег реки в труднодоступном для переправы месте, по этой причине слабо обороняемом противником. Уже 16 ноября дивизия действовала на плацдарме в полном составе, совместно с частями 60-й и 149-й стрелковых дивизий. Кузовков лично руководил боевыми действиями на плацдарме по захвату деревень Щитцы и Сенская Лоевского района Гомельской области и господствующих над местностью высот, что способствовало общему успеху корпуса.
Указом № 1705 Президиума Верховного Совета СССР от 30 октября 1943 года «за успешное форсирование реки Днепр, прочное закрепление плацдарма на западном берегу реки Днепр и проявленные при этом отвагу и геройство» генерал-майору Кузовкову Ивану Александровичу присвоено звание Героя Советского Союза с вручением ордена Ленина и медали «Золотая Звезда».
С 3 декабря 1943 года Кузовков командовал 95-м стрелковым корпусом (65-я армия, 1-й Белорусский фронт), который хорошо проявил себя в Калинковичско-Мозырской операции. В апреле 1944 года корпус был передан 18-й армии 1-го Украинского фронта. С июля 1944 года командовал 106-м стрелковым корпусом 60-й армии этого фронта. Во время Львовско-Сандомирской операции принимал участие в освобождении городов Черновицы, Коломыя, Львов, Пшемысль. В октябре 1944 года был контужен и направлен на лечение в госпиталь.

## Послевоенная карьера
С февраля 1945 года по март 1946 года генерал Кузовков служил начальником Организационно-мобилизационного управления Главного управления кадров Народного комиссариата обороны СССР.
В 1947 году окончил Высшие академические курсы при Высшей военной академии имени К. Е. Ворошилова и с марта того же года был на протяжении 22-х лет заместителем начальника Главного управления кадров Министерства обороны СССР. В марте 1969 года генерал-полковник И. А. Кузовков уволен в отставку. 
Жил в Москве, работал заместителем председателя Советского комитета ветеранов войны, был организатором и первым председателем Московского комитета (секции) этого комитета.

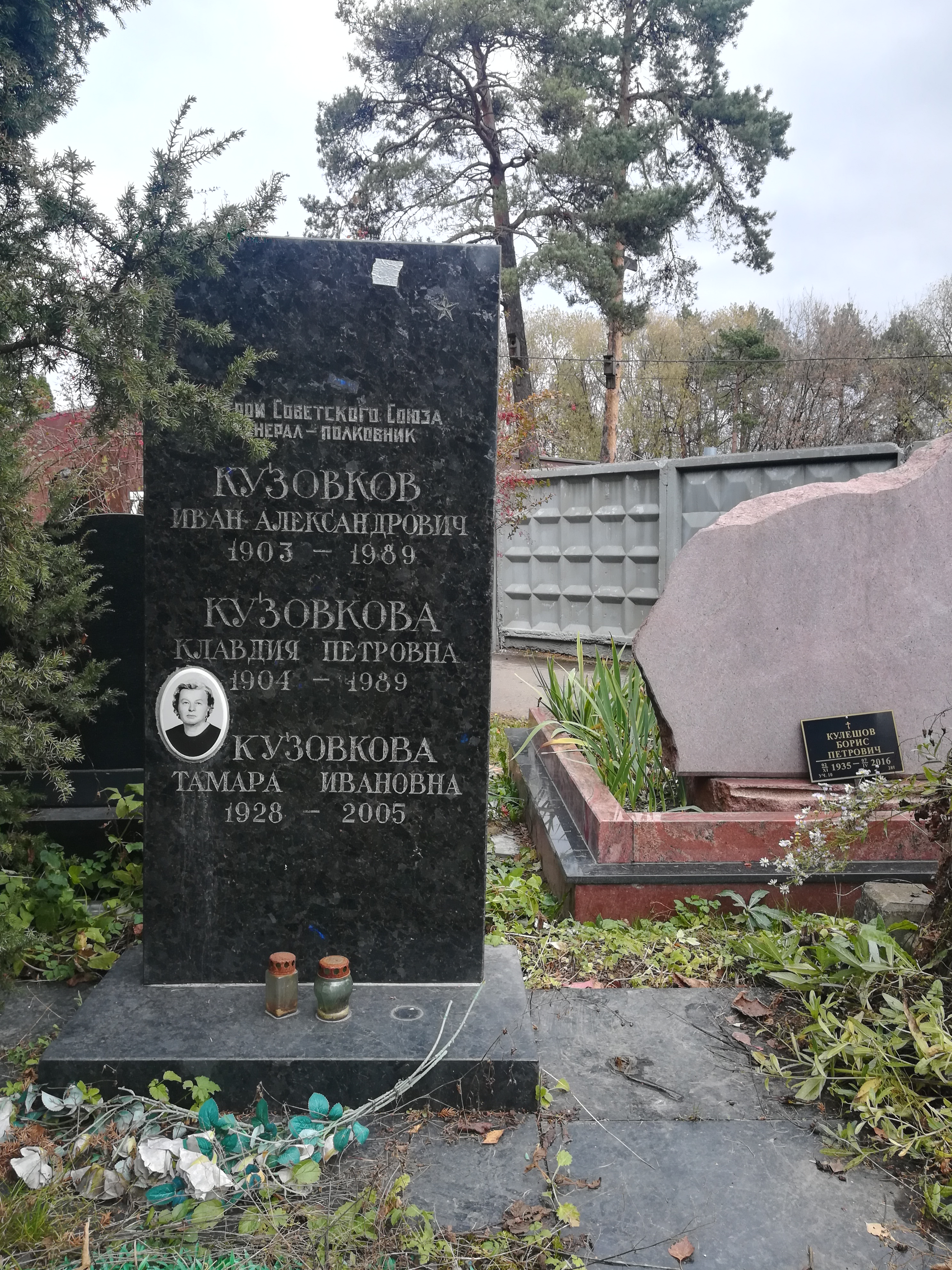
Могила И. Кузовкова

Умер 17 августа 1989 года. Похоронен в Москве на Кунцевском кладбище (участок 10).

## Высшие воинские звания
- Генерал-майор (1 сентября 1943 года)
- Генерал-лейтенант (11 мая 1949 года)
- Генерал-полковник (25 октября 1967 года)

## Награды и звания
- Медаль «Золотая Звезда» (30.10.1943);
- Два ордена Ленина (30.10.1943; 20.06.1949);
- Орден Октябрьской Революции (23.05.1983);
- Три ордена Красного Знамени (24.01.1943; 03.11.1944; 03.11.1953);
- Два ордена Суворова II степени (16.09.1943; 23.09.1944);
- Два ордена Отечественной войны I степени (15.04.1943; 06.04.1985);
- Орден Красной Звезды (22.02.1942);
- Медали СССР;

Иностранные награды
- Орден «За воинскую доблесть» III степени (Польша);
- Орден «Крест Грюнвальда» III степени (Польша);
- Орден Красного Знамени (ЧССР);
- Медаль «Китайско-советская дружба» (КНР);
- Медаль «40 лет освобождения Чехословакии Советской Армией» (ЧССР, 1985);
- Медаль «Дружба» (МНР);
- Медаль «60 лет Монгольской Народной Армии» (МНР).

## Память
- Почётный гражданин города Севск (Брянская область) и городского посёлка Лоев (Гомельская область)[5] с 1985 года.
- В Борисоглебске установлена мемориальная доска в его честь.